# Gare d’Èze-sur-Mer
Gare d'Èze-sur-Mer – przystanek kolejowy w Èze, w departamencie Alpy Nadmorskie, w regionie Prowansja-Alpy-Lazurowe Wybrzeże, we Francji.
Jest przystankiem kolejowym Société nationale des chemins de fer français (SNCF), obsługiwanym przez pociągi TER Provence-Alpes-Côte d’Azur.